# Berchtesgaden
Berchtesgaden (dawniej Berchtolsgaden) – gmina targowa w Niemczech, w kraju związkowym Bawaria, w rejencji Górna Bawaria, w regionie Südostoberbayern, w powiecie Berchtesgadener Land. Zamieszkiwana przez 7698 osób (stan z 31 grudnia 2023). Ośrodek turystyczny i sportów zimowych, usytuowany w Alpach Salzburskich.
W latach 1934–1945 mieściła się tu rezydencja Adolfa Hitlera – Berghof, miejsce spotkań twórcy III Rzeszy z Kurtem von Schuschniggiem i Neville’em Chamberlainem. 12 lutego 1938 uzgodniono w niej przyłączenie Austrii do III Rzeszy (Anschluss). Tutaj ustalono również plan przejęcia przez Niemcy Kraju Sudetów od Czechosłowacji, a 6 stycznia 1939 Ribbentropp złożył propozycję Józefowi Beckowi, aby zgodził się na eksterytorialną autostradę i linię kolejową łączącą główne terytorium Niemiec z Prusami Wschodnimi, włączenie Gdańska do Niemiec oraz przyłączenie się Polski po stronie Rzeszy do wojny z ZSRR.
Znajduje się tu stacja kolejowa Berchtesgaden Hauptbahnhof. W pobliżu miejscowości zlokalizowane jest dawne, prywatne lotnisko Adolfa Hitlera – Bad Reichenhall-Berchtesgaden z zabudowaniami, które po II wojnie światowej alianci przeznaczyli na szpital dla uchodźców i żydowskich dzieci ocalonych z Holokaustu.

## Demografia
Dane o ludności z 31 grudnia 2008:
| Opis                                | Ogółem | Ogółem | Kobiety | Kobiety | Mężczyźni | Mężczyźni |
| ----------------------------------- | ------ | ------ | ------- | ------- | --------- | --------- |
| Jednostka                           | osób   | %      | osób    | %       | osób      | %         |
| Populacja                           | 7662   | 100    | 3992    | 52,1    | 3670      | 47,9      |
| Wiek przedprodukcyjny (0–17 lat)    | 1148   | 14,98  | 560     | 7,31    | 588       | 7,67      |
| Wiek produkcyjny (18–65 lat)        | 4743   | 61,9   | 2401    | 31,34   | 2342      | 30,57     |
| Wiek poprodukcyjny (powyżej 65 lat) | 1771   | 23,11  | 1031    | 13,46   | 740       | 9,66      |

## Polityka
Rada gminy składa się z 20 osób.
|      | CSU | SPD | Zieloni | PG | Berchtesgadener BG | Razem |
| 2008 | 9   | 3   | 2       | 5  | 1                  | 20    |
| 2002 | 8   | 3   | 2       | 6  | 1                  | 20    |